# Oswald Lopes
Oswald Lopes (Curitiba, 18 de fevereiro de 1910 — 9 de janeiro de 1964) foi um pintor e escultor brasileiro.

## Biografia
Frequentou o ateliê do mestre Alfredo Andersen porém não como aluno regular. Foi aluno de Lange de Morretes frequentou seu ateliê de 1931 a 1933. Foi escultor por vocação, um auto didata, embora possa ter recebido conselhos de João Turin.
Foi professor de desenho no Ginásio Paranaense, no Instituto de Educação do Paraná onde assumiu o lugar de Lange de Morretes, no Colégio Iguaçu, Colégio Rio Branco, tornando-se um dos mais conhecidos professores de desenho da cidade. Na década de 50 lecionou modelagem na casa Alfredo Andersen. Como retratista, foi retratado várias vezes por Theodoro de Bonna, Guido Viaro, Estanislau Traple, Gennaro de Gennaro, Pedro Macedo, Joel Amaral, Augusto Conte, Lorenzo Zalas, E.G.Carollo, e outros.
Em 1948, participa como um dos fundadores da Escola de Música e Belas-Artes do Paraná, onde foi o primeiro professor de modelagem, cadeira pela qual passou uma geração de artistas plásticos de destaque. Ainda nesta instituição exerceu o cargo de professor catedrático interino da cadeira de modelagem, além de ter dirigido o Departamento de artes plásticas da mesma.
Foi diretor da Seção de Artes do Departamento de Cultura da S.E.E.C., membro das comissões Paranaense de Folclore e de Pesquisa de Qualidade Artística do Estado.
Em 03 de novembro de 1940 junto com Romário Martins, Augusto Pernetta, Taborda Júnior, João Turin, Valfrido Piloto, Júlio Moreira, Freyesleben, Traple, David Carneiro, Oswald Lopes, Antônio Melilo e Theodoro De Bona, fundaram a Sociedade Amigos de Alfredo Andersen.
Lecionou até seus últimos dias quando nas férias de 1964 afastou-se por motivo de uma apendicite aguda, teve que submeter-se a uma cirurgia, porém com sérios problemas cardíacos veio a falecer, durante a anestesia.

## Obra
Fez exposições individuais e participou de várias coletivas. Expôs em São Paulo, Porto Alegre, Florianópolis, e Curitiba.
No cenário artístico, participou escrevendo algumas críticas no jornal "O Dia". Como pintor retratou os arrabaldes de Curitiba com tudo que lhe era mais característico, como as manhãs de geadas, as Ruínas de São Francisco, Santa Felicidade (Passaúna), Bigorrilho, Igrejas e outros cenários que a modernidade ameaçava.
Criou vários bustos e baixos relevos de personalidades. Executou também a máscara de Procópio Ferreira, e as máscaras mortuárias de Plínio Tourinho, João Turin e Victor Ferreira do Amaral.

## Exposições[2][1]

### Individuais
- 1940 - Curitiba PR (no "Louvre")
- 1940 - São Paulo
- 1945 - Porto Alegre
- 1945 - Florianópolis SC
- 1947 - Curitiba (no Instituto de Educação do Paraná)

### Coletivas
- Entre 1944 a 1960 diversas participações no Salão Paranaense de Belas Artes

### Póstumas
- Museu de Arte Contemporânea, Paraná (coletiva, documentos e pinturas de Oswald Lopes)[3]

### Prêmios[1]
- 1944 - 1º Salão Paranaense de Belas Artes (medalha de bronze)
- 1947 - 4º Salão Paranaense de Belas Artes (premiado)
- 1948 - 5º Salão Paranaense de Belas Artes (medalha de prata (pintura) e medalha de bronze (escultura))
- 1960 - 17º Salão Paranaense de Belas Artes (medalha de ouro)[4]